# Skjend Hans Lik
Skjend Hans Lik – album kompilacyjny z materiałem norweskiej grupy black metalowej Carpathian Forest. 

## Lista utworów
| Nr | Tytuł utworu                                      | Długość |
| -- | ------------------------------------------------- | ------- |
| 1. | „Skjend Hans Lik” (Alternate Mix)                 | 5:20    |
| 2. | „Humiliation Chant” (Unreleased)                  | 2:47    |
| 3. | „Spill the Blood of the Lamb” (Pre-production)    | 5:23    |
| 4. | „Martyr / Sacrificulum” (Live)                    | 3:43    |
| 5. | „Through the Black Veil of the Burgo Pass” (Demo) | 4:26    |
| 6. | „Return of the Freezing Winds” (Demo)             | 3:42    |
| 7. | „Bloodlust and Perversion” (Demo)                 | 4:28    |
| 8. | „The Woods of Wallachia” (Demo)                   | 4:11    |
| 9. | „Wings over the mountain of Sighisoara” (Demo)    | 2:19    |
|    |                                                   | 36:19   |